# Thando Hopa
Thando Hopa (née en 1989 à Sebokeng en Afrique du Sud) est une mannequin sud-africaine. Elle est atteinte d'albinisme.

## Biographie
Troisième d'une fratrie de quatre enfants, elle a un petit frère de quatre ans son cadet qui est également albinos,,. Sa mère est cinéaste et son père est ingénieur. Elle grandit à Lenasia (en), un township de Soweto en se cachant du soleil, mettant des manches longues pour protéger sa peau dépigmentée. Sa condition lui cause également des problèmes de vue qui l'obligent à s'aider d'une loupe monoculaire. À l'adolescence, elle intègre la St Martin’s High School puis obtient un Bachelor of Laws à l'Université du Witwatersrand. En parallèle de son métier de mannequin, elle travaille comme procureure à la cour de Johannesbourg,.
En 2012, elle est repérée par le créateur sud-africain Gert-Johan Coetzee alors qu'elle se promène dans un centre commercial. C'est grâce à lui qu'elle défile pour la première fois, pour un créateur local. L'année suivante, elle fait la couverture du premier numéro de Forbes Life Africa,. Bien qu'être mannequin ne soit pas sa vocation, elle accepte de poser pour lutter contre les préjugés contre les albinos dans son pays sur les conseils de sa sœur. Elle devient une activiste pour la diversité dans le monde de la mode.
En 2016, elle pose pour le photographe Justin Dingwall, pour sa série sur la beauté non conventionnelle, Albus. Elle fait la couverture de Marie Claire dans son pays natal et est la première sud-africaine noire à poser pour le calendrier Pirelli, créé par le rédacteur de Vogue UK, Edward Enninful, avec dix-sept autres mannequins. En 2018, elle fait la couverture de Glamour South Africa avec la rédactrice en chef Asanda Sizani et la rappeuse Nadia Nakai.
Thando Hopa est l'égérie pour la marque de cosmétique Vichy pour leur gamme de produits solaires,.
En 2018, elle est listée parmi les 100 Women, les 100 femmes les plus influentes de l'année, par la BBC. Elle déclare que l'une de ses modèles est la mannequin somalienne Waris Dirie.

## Filmographie

### Série télévisée
- 2018 : Troie : La Chute d'une cité : Artémis
- 2020 : Takalani Sesame : Thando